# Bālā Hashtal
Bālā Hashtal (persiska: بالا هشتل, هَشتَل) är en ort i Iran.   Den ligger i provinsen Mazandaran, i den norra delen av landet, 130 km nordost om huvudstaden Teheran. Bālā Hashtal ligger 51 meter över havet och antalet invånare är 472.
Terrängen runt Bālā Hashtal är platt. Runt Bālā Hashtal är det ganska tätbefolkat, med 149 invånare per kvadratkilometer. Närmaste större samhälle är Āmol, 7,2 km väster om Bālā Hashtal. Trakten runt Bālā Hashtal består till största delen av jordbruksmark.